# ジーン・クライン
ジーン・クライン（Jean Kleyn、1993年8月26日 - ）は、ユナイテッド・ラグビー・チャンピオンシップ、マンスターに所属するラグビーユニオン選手。

## プロフィール
- 南アフリカ・リンデン出身。
- ポジションはロック(LO)。
- 身長 203cm、体重 120kg
- アイルランド代表キャップは5（2021年1月現在）でラグビーワールドカップ2019のアイルランド代表に選ばれた[1]。

## 略歴
ウェスタン・プロヴィンス、ストーマーズを経て、2016年、マンスターに加入。 